# برنسايد السمفونية

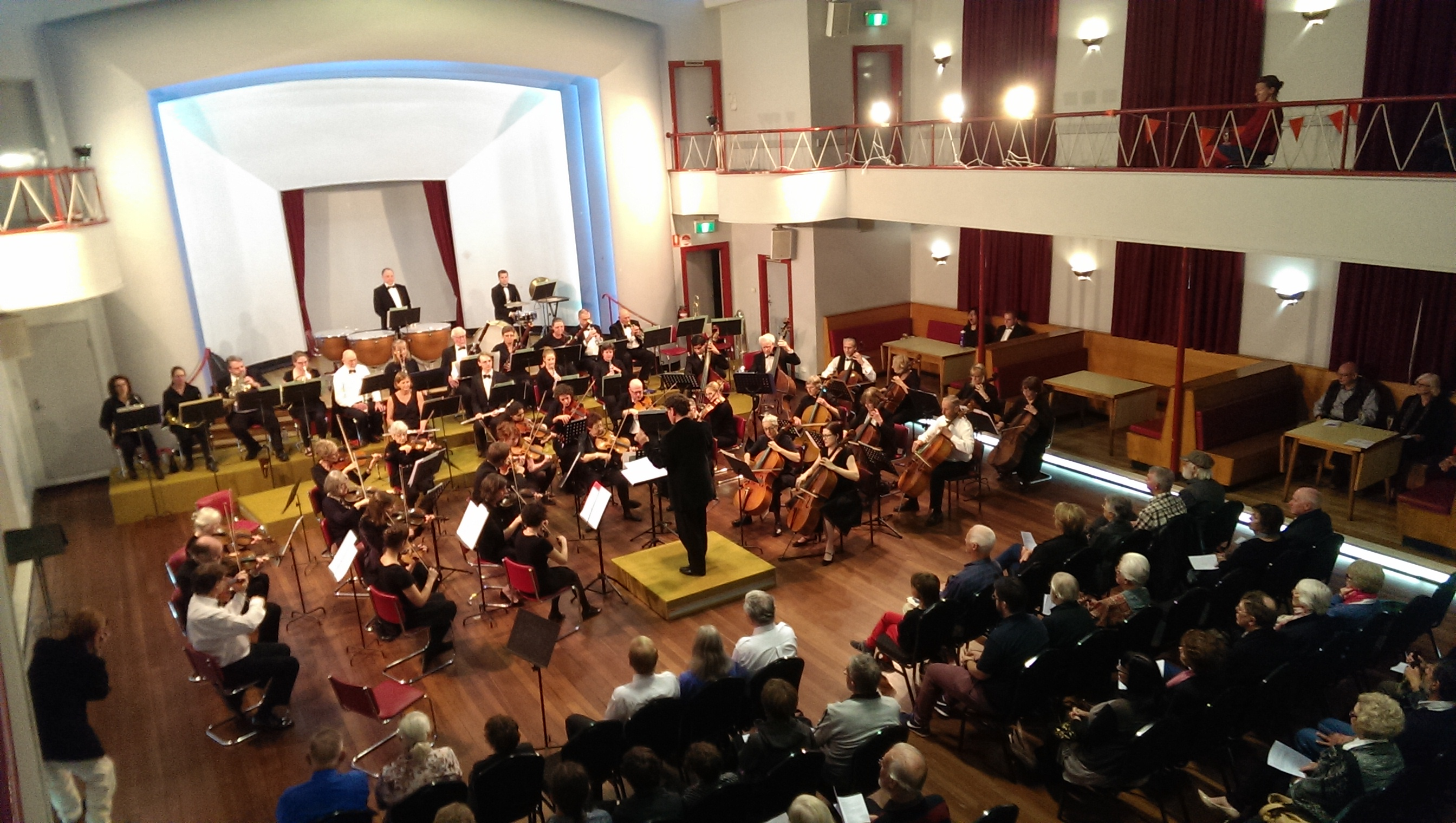
برنسايد السيمفونية حفلة 15 أبريل 2015، بةرنسايد، جنوب أستراليا

برنسايد الأوركسترا السمفونية هو مجتمع الأوركسترا مقره في مجلس بورنسايد منطقة في أديلايد، جنوب أستراليا. معظم الحفلات الموسيقية المقدمة تُقام في قاعة برنسايد في قاعة المدينة برنسايد، الأوركسترا غالبا ما يكرر العروض خارج منطقة العاصمة أديلايد.

## روابط خارجية
- Burnside Symphony Orchestra website
- SAcommunity directory listing - BSO
- The Christmas kangaroo : a children's story for narrator and orchestra- Australian Music Centre